# Hermann von dem Bergh
Hermann von dem Bergh (* 2. August 1558 in ’s-Heerenberg; † 12. August 1611 in Spa) aus dem Adelsgeschlecht Leck war militärischer Befehlshaber in generalstaatischen und später in spanischen Diensten während des Achtzigjährigen Kriegs. Er war Reichsgraf von dem Bergh, Ritter des Ordens vom Goldenen Vlies und von 1593 bis zu seinem Tod Statthalter von Spanisch Geldern.

## Leben
Hermann war der älteste Sohn des Reichsgrafen Wilhelm IV. von dem Bergh (1537–1586) und Gräfin Maria von Nassau (1539–1599).
Er machte zuerst Karriere in staatlichem Dienste. Er war Rittmeister und Garnisonskommandant in ’s-Heerenberg und Doetinchem. Wie sein Vater und seine Brüder wechselte er im Jahr 1584 auf die Seite der Spanier, wo er seine Karriere fortsetzen konnte.
Bei der Belagerung von Deventer im Jahr 1591 durch Prinz Moritz von Oranien befehligte Hermann die spanische Garnison der Stadt Deventer, musste aber nach zehn Tagen kapitulieren. Zwei Jahre später wurde er dann Statthalter von Spanisch Geldern. Dieses Amt behielt er bis zu seinem Tod im Jahr 1611. Er wurde in Braine-l’Alleud beigesetzt.

## Ehe und Nachkommen
Hermann heiratete 1599 Maria Mencia von Wittem (1581–1613), Markgräfin von Bergen op Zoom und hatte mit ihr eine Tochter:
- Maria Elisabeth Clara (* 22. August 1610; † 6. Januar 1633)

⚭ 18. Oktober 1625 in Brüssel mit Albert (1607–1656), Sohn von Friedrich IV. von dem Bergh